# اد وستویک
اد وستویک (انگلیسی: Ed Westwick؛ زادهٔ ۲۷ ژوئن ۱۹۸۷) یک هنرپیشه، و خواننده-ترانه‌سرا اهل بریتانیا است. وی از سال ۲۰۰۶ میلادی تاکنون مشغول فعالیت بوده‌است.
از فیلم‌ها یا برنامه‌های تلویزیونی که وی در آن نقش داشته است می‌توان به دختر سخن‌چین، خون‌بهای میلیونر ، فرزندان انسان، شکستن و وارد شدن، جی. ادگار و تصادف اشاره کرد.